# Кіль (вулкан)
Кіль (англ. The Quill) — стратовулкан на острові Сінт-Естатіус, Нідерландські Антильські острови. Висота над рівнем моря — 601 м.
Назва вулкана походить від голландського слова kuil, що перекладається як «яма» або «отвір». У 1998 році територія навколо вулкана, включаючи його схили увійшла до складу національного парку, який знаходиться у віданні Фонду Національних парків Сінт-Естатіуса.
Кіль сформувався в якості вулкана 22-33 тис. років тому і з цього часу відразу ж став активним. Сьогодні кратер оточений пишними тропічними лісами, в яких ростуть численні папороті, пальми, хлібні і червоні дерева, а також суринамська вишня, імбир, малина. Тут же мешкають ігуани, змії, краби, метелики і екзотичні птахи.